# Bouër
Ne doit pas être confondu avec Bouère.
Bouër est une commune française, située dans le département de la Sarthe en région Pays de la Loire, peuplée de 352 habitants.

## Géographie

### Description
Le village est situé entre La Ferté-Bernard et Connerré, et est essentiellement agricole, avec quelques artisans.
Bien que située dans la région naturelle du Perche sarthois, la commune faisait partie de la province historique du Maine.

### Communes limitrophes
|          |       | Saint-Maixent |
|          | Bouër |               |
| Le Luart |       | Lavaré        |

### Climat
Pour des articles plus généraux, voir Climat des Pays de la Loire et Climat de la Sarthe.
En 2010, le climat de la commune est de type climat océanique dégradé des plaines du Centre et du Nord, selon une étude du CNRS s'appuyant sur une série de données couvrant la période 1971-2000. En 2020, Météo-France publie une typologie des climats de la France métropolitaine dans laquelle la commune est exposée à un climat océanique altéré et est dans la région climatique Moyenne vallée de la Loire, caractérisée par une bonne insolation (1 850 h/an) et un été peu pluvieux.
Pour la période 1971-2000, la température annuelle moyenne est de 10,6 °C, avec une amplitude thermique annuelle de 14,6 °C. Le cumul annuel moyen de précipitations est de 715 mm, avec 11,5 jours de précipitations en janvier et 7,4 jours en juillet. Pour la période 1991-2020, la température moyenne annuelle observée sur la station météorologique de Météo-France la plus proche, sur la commune du Luart à 4 km à vol d'oiseau, est de 12,0 °C et le cumul annuel moyen de précipitations est de 686,4 mm,. Pour l'avenir, les paramètres climatiques de la commune estimés pour 2050 selon différents scénarios d'émission de gaz à effet de serre sont consultables sur un site dédié publié par Météo-France en novembre 2022.

## Urbanisme

### Typologie
Au 1er janvier 2024, Bouër est catégorisée commune rurale à habitat dispersé, selon la nouvelle grille communale de densité à sept niveaux définie par l'Insee en 2022.
Elle est située hors unité urbaine. Par ailleurs la commune fait partie de l'aire d'attraction de La Ferté-Bernard, dont elle est une commune de la couronne,. Cette aire, qui regroupe 37 communes, est catégorisée dans les aires de moins de 50 000 habitants,.

### Occupation des sols
L'occupation des sols de la commune, telle qu'elle ressort de la base de données européenne d’occupation biophysique des sols Corine Land Cover (CLC), est marquée par l'importance des territoires agricoles (74 % en 2018), en diminution par rapport à 1990 (78,9 %). La répartition détaillée en 2018 est la suivante : 
terres arables (46,4 %), forêts (25,2 %), prairies (14,1 %), zones agricoles hétérogènes (13,5 %), zones urbanisées (0,8 %). L'évolution de l’occupation des sols de la commune et de ses infrastructures peut être observée sur les différentes représentations cartographiques du territoire : la carte de Cassini (XVIIIe siècle), la carte d'état-major (1820-1866) et les cartes ou photos aériennes de l'IGN pour la période actuelle (1950 à aujourd'hui).

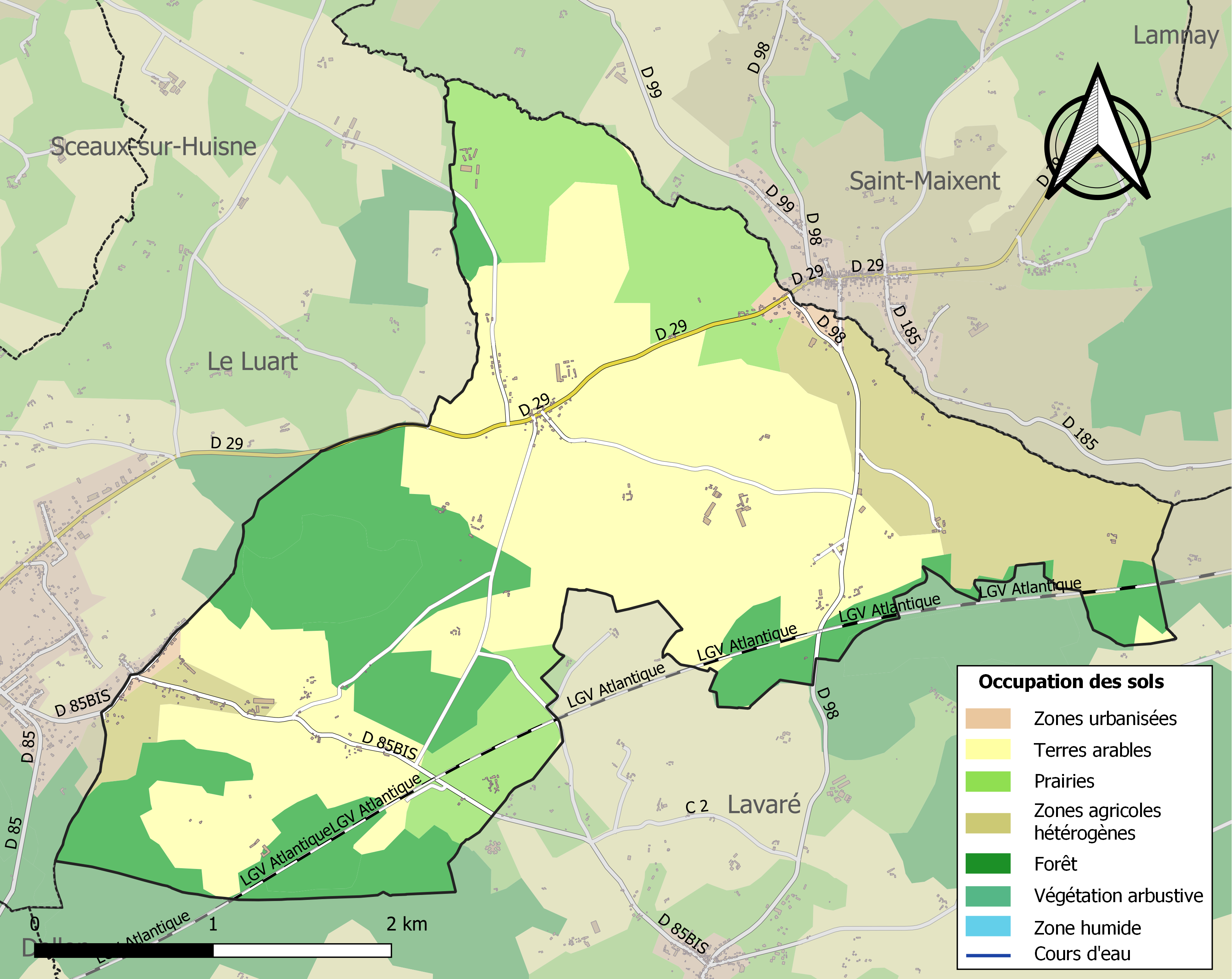
Carte des infrastructures et de l'occupation des sols de la commune en 2018 (CLC).

### Hameaux, lieux-dits et écarts
- La Salle.

### Habitat et logement
En 2018, le nombre total de logements dans la commune était de 149, alors qu'il était de 140 en 2013 et de 117 en 2008.
Parmi ces logements, 84,2 % étaient des résidences principales, 5 % des résidences secondaires et 10,8 % des logements vacants. Ces logements étaient pour 96,7 % d'entre eux des maisons individuelles et pour 3,3 % des appartements.
Le tableau ci-dessous présente la typologie des logements à Bouër en 2018 en comparaison avec celle de la Sarthe et de la France entière. Une caractéristique marquante du parc de logements est ainsi une proportion de résidences secondaires et logements occasionnels (5 %) supérieure à celle du département (4,7 %) mais inférieure à celle de la France entière (9,7 %). Concernant le statut d'occupation de ces logements, 89,9 % des habitants de la commune sont propriétaires de leur logement (90,5 % en 2013), contre 64,6 % pour la Sarthe et 57,5 % pour la France entière.
| Typologie                                               | Bouër | Sarthe | France entière |
| ------------------------------------------------------- | ----- | ------ | -------------- |
| Résidences principales (en %)                           | 84,2  | 86,1   | 82,1           |
| Résidences secondaires et logements occasionnels (en %) | 5     | 4,7    | 9,7            |
| Logements vacants (en %)                                | 10,8  | 9,2    | 8,2            |

## Toponymie
Le nom de la localité est attesté sous les formes Boeria (1073), Bouer (1313), Bohier (1318), Bouair (1793), Bouër (1801).
Du latin bos, bovis (« bovin »), accompagné du suffixe –aria ou du latin bovaria , « étable à bœufs » puis « petite ferme ».
Le gentilé est Bouërien.

## Histoire
Une branche la maison de Tucé a été à la tête de la seigneurie de Bouër du XIVe au XVIIe siècle. La seigneurie de Bouër s'étendait aussi sur la localité voisine de Dollon.

### XVeetXVIesiècles
En 1486, le seigneur de la Salle, fief de la paroisse de Bouër est Jean Sarrazin.
En 1531, le seigneur de Bouër était Michel Chevalier[réf. nécessaire].

## Politique et administration

### Rattachements administratifs et électoraux

#### Rattachements administratifs
La commune se trouve depuis 1926 dans l'arrondissement de Mamers du département de la Sarthe.
Elle faisait partie depuis 1802 du canton de Tuffé. Dans le cadre du redécoupage cantonal de 2014 en France, cette circonscription administrative territoriale a disparu, et le canton n'est plus qu'une circonscription électorale.

#### Rattachements électoraux
Pour les élections départementales, la commune fait partie depuis 2014 du canton de La Ferté-Bernard
Pour l'élection des députés, elle fait partie de la cinquième circonscription de la Sarthe.

### Intercommunalité
Bouër est membre de la communauté de communes du Pays de l'Huisne Sarthoise, un établissement public de coopération intercommunale (EPCI) à fiscalité propre créé fin 1996  et auquel la commune a transféré un certain nombre de ses compétences, dans les conditions déterminées par le code général des collectivités territoriales.

### Liste des maires
| Période                                  | Période                        | Identité          | Étiquette | Qualité                                                              |
| ---------------------------------------- | ------------------------------ | ----------------- | --------- | -------------------------------------------------------------------- |
| Les données manquantes sont à compléter. |                                |                   |           |                                                                      |
| 1892                                     | 1903                           | Marin Coudray     |           |                                                                      |
| 1903                                     | 1911                           | Adolphe Lesourd   |           |                                                                      |
| 1911                                     | 1933                           | Armand Bezard     |           |                                                                      |
| 1933                                     | 1947                           | Louis Chéneau     |           |                                                                      |
| 1947                                     | 1977                           | Pierre Moreau     |           |                                                                      |
| 1977                                     | 1983                           | André Pigal       |           |                                                                      |
| 1983                                     | 2006                           | Maurice Moulin    |           |                                                                      |
| 2006                                     | mars 2008                      | Claude Laderrière |           |                                                                      |
| mars 2008                                | automne 2022                   | Jeannine Vendôme  | SE        | Coordinatrice de chantiers dans le bâtiment retraitée Démissionnaire |
| octobre 2022                             | En cours (au 16 décembre 2022) | Serge Auger       |           | Retraité                                                             |

## Équipements et services publics
En 2020, Bouër ne comple plus d’école ou de commerces.

## Population et société

### Évolution démographique
L'évolution du nombre d'habitants est connue à travers les recensements de la population effectués dans la commune depuis 1793. Pour les communes de moins de 10 000 habitants, une enquête de recensement portant sur toute la population est réalisée tous les cinq ans, les populations de référence des années intermédiaires étant quant à elles estimées par interpolation ou extrapolation. Pour la commune, le premier recensement exhaustif entrant dans le cadre du nouveau dispositif a été réalisé en 2005.

En 2022, la commune comptait 352 habitants, en évolution de +8,64 % par rapport à 2016 (Sarthe : −0,25 %, France hors Mayotte : +2,11 %).
| 1793 | 1800 | 1806 | 1821 | 1831 | 1836 | 1841 | 1846 | 1851 |
| ---- | ---- | ---- | ---- | ---- | ---- | ---- | ---- | ---- |
| 339  | 333  | 329  | 388  | 388  | 395  | 401  | 387  | 390  |

| 1856 | 1861 | 1866 | 1872 | 1876 | 1881 | 1886 | 1891 | 1896 |
| ---- | ---- | ---- | ---- | ---- | ---- | ---- | ---- | ---- |
| 368  | 403  | 381  | 352  | 352  | 348  | 382  | 364  | 362  |

| 1901 | 1906 | 1911 | 1921 | 1926 | 1931 | 1936 | 1946 | 1954 |
| ---- | ---- | ---- | ---- | ---- | ---- | ---- | ---- | ---- |
| 393  | 389  | 366  | 340  | 326  | 349  | 334  | 322  | 277  |

| 1962 | 1968 | 1975 | 1982 | 1990 | 1999 | 2005 | 2006 | 2010 |
| ---- | ---- | ---- | ---- | ---- | ---- | ---- | ---- | ---- |
| 250  | 239  | 204  | 177  | 185  | 179  | 225  | 238  | 310  |

| 2015 | 2020 | 2022 | - | - | - | - | - | - |
| ---- | ---- | ---- | - | - | - | - | - | - |
| 321  | 349  | 352  | - | - | - | - | - | - |

### Vie associative
L’association Bouër loisirs organise au moins trois événements dans l’année.

## Culture locale et patrimoine

### Lieux et monuments

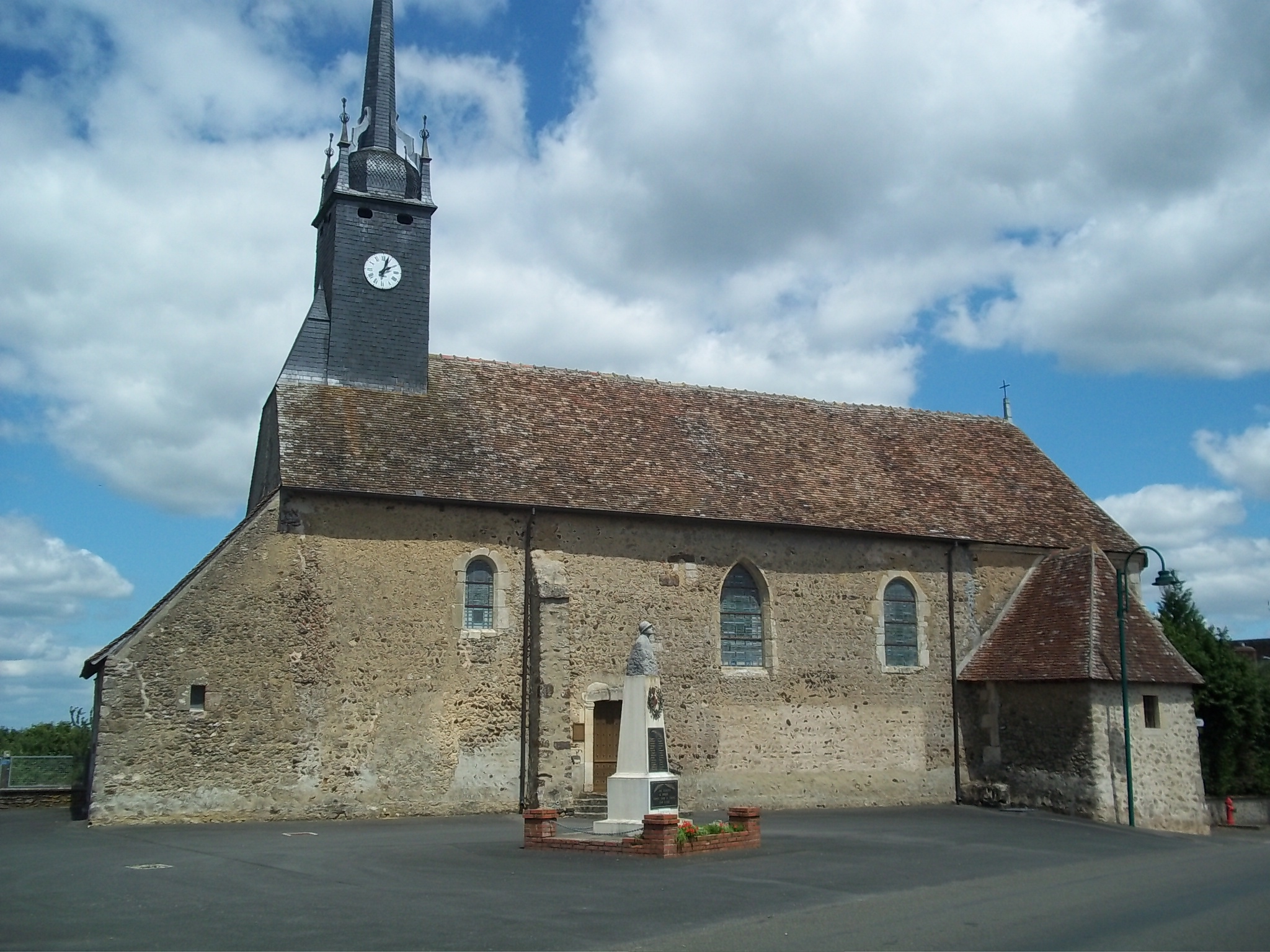
L'église Saint-Pierre.

- L'église Saint-Pierre est inscrite au titre des Monuments historiques depuis 1927[22]. Elle abrite des œuvres pour partie classées à titre d'objets[23] : 
  - le retable du tableau saint Simon, classé en 1976 et restauré en 2013 ;
  - la porte de la sacristie datant de 1604, classée en 1976 ;
  - un confessionnal datant de la fin du XVIIe ou début du XVIIIe siècle, restauré en 2014 ;
  - des stalles du XVIIIe siècle ;
  - banc d'œuvre datant de 1830 ;
- mobilier de la sacristie du XVIIIe siècle ;
  - fonts baptismaux datant du XVIIIe siècle ;
  - un tabernacle du XVIIe siècle, restauré en 2014.

L'église Saint-Pierre est ouverte lors des Journées du patrimoine en visite libre. Quelques visites de l'église sont organisées par le Perche sarthois.
- Château et domaine de Courgeon : Le dernier propriétaire du château de Courgeon était Charles Le Motheux du Plessis. Vers 1900-1903, cette propriété d'une superficie d'environ 120 hectares a été démantelée, le château a été démoli, les fermes, terres et bois ont été vendus.
Les portes, fenêtres, cheminées, faîte de toit du château ont servi à la construction de la maison située près de la gare, il ne reste aujourd'hui comme vestige que la lucarne du 1er étage.
Beaucoup de modifications ont été opérées sur les bâtiments du domaine de Courgeon depuis 1830 : l'ancienne grange a été transformée en maison d'habitation de la ferme, un bâtiment a été construit entre 1830 et 1900 à usage d'étable, d'écurie et de hangar pour la ferme ainsi qu'une pièce habitable pour le château; d'autres hangars et bâtiments ainsi qu'une maison d'habitation, un fournil et une étable ont été construites bien après le démantèlement du domaine de 1900-1903[réf. nécessaire].

## Pour approfondir